# Доґвіль (фільм)
«Доґвіль» (англ. Dogville) — фільм Ларса фон Трієра, що вийшов на екрани 2003 року. Налічує дев'ять частин з прологом та епілогом. Особливістю стрічки є те, що у ній майже відсутні декорації. Фільм є першою частиною трилогії «США — країна можливостей». Продовженням цього фільму є «Мандерлей» (2005). Також передбачалися зйомки третьої частини під назвою «Васінґтон» (англ. Wasington), але пізніше режисер відмовився від цього задуму. За «Доґвіль» Ларса фон Трієра було визнано найкращим режисером року «Європейською кіноакадемією».
Дія фільму відбувається у 1930-ті роки у США (часи Великої депресії). Режисер використовує надзвичайно мінімальний набір декорацій, щоб висвітлити історію Ґрейс (Кідман), утікачки від бандитів, котра прибуває до маленького містечка Доґвіль, і знаходить там притулок, за який розплачується фізичною працею.
Український переклад зробив канал 1+1, на якому цей фільм і транслювався.

## Сюжет
Сюжет Догвіля складається з дев'яти глав і прологу, кожен з них описаний одним реченням на початку кожної глави, в дусі заголовків романів 19 сторіччя.
У невеличкому містечку Доґвіль, що розташувався біля Скелястих гір, мешкає Томас Едісон Молодший. Його батько був лікарем, а сам Том називає себе письменником, хоч у його творчому доробку всього кілька слів. Він хоче зібрати городян на зібрання, на якому планує обговорити моральний стан людей. Щовечора він приходить до свого друга Білла, щоб побачитись із його сестрою Ліз.
Вночі Томас сидів на лавці, роздумуючи про свій виступ, а тоді почув постріли і гавкіт пса Моїсея. У Доґвіль увійшла незнайомка. Том запропонував жінці, яку звали Ґрейс, заховатися в покинутій шахті, щоб вранці обговорити з мешканцями свою подальшу долю. Гангстер, що переслідував жінку, дав Томасові свою візитну картку (Едісон заховав її в стола, сказавши Ґрейс, що спалив адресу гангстера).
Головним своїм методом Томас вважав власний приклад. Містянам він запропонував продемонструвати свою людяність, піклуючись про долю Ґрейс. Жінці надали два тижні, щоб познайомитися з місцевими й переконати їх прийняти її в своє коло.
Хоча спочатку роботи для Ґрейс не знаходилося, пізніше виявилося, що в Доґвілі купа завдань, виконувати які мешканці просто не встигали. Так вона почала проводити бесіди з містером МакКеєм, що приховував свою сліпоту, перегортати ноти Марті, що грала на органі, не натискаючи на педалі, а також виховувати дітей Вери й допомагати в саду її чоловікові, Чакові. За два тижні всі містяни проголосували за те, щоб Ґрейс залишилася в Доґвілі. Вона полюбила містечко, його мешканців, а на невеликі гроші, що їй платили, купувала порцелянові статуетки.
4 липня в місто завітав поліцейський: на дверях молитовного дому з'явилося оголошення, що у зв'язку з серією пограбувань банків Ґрейс розшукується за значну винагороду. Містяни не видали Ґрейс, але поставили вимогу до Ґрейс, щоб вона стала більше їм допомагати. На що Томас запропонував, щоб Ґрейс працювати не по годині в кожному домі, а по півгодини, щоб здавалося, ніби вона приділяє кожному більше уваги.
Чак та сліпий МакКей почали чіплятися до Ґрейс, син Вери нестерпно поводився й вимагав від жінки, аби та лупцювала його. Дізнавшись про це, Вера відсторонила Ґрейс від своїх нащадків. Після того, як Чак зґвалтував її, Ґрейс і Томас, що кохали один одного, почали планувати втечу. Томас пообіцяв позичити в батька 10 доларів, щоб Бен (чоловік, який працював у вантажному бізнесі) перевіз її таємно до міста. Біля міста Бен побачив поліцейських, тому став вимагати в Ґрейс додаткової платні й зґвалтував жінку. Ґрейс отямилася в Доґвілі — її звинуватили в крадіжці 10 доларів і втечі з містечка. До її ноги ланцюгом повісили колесо, а на шию — дзвіночок, аби Ґрейс не втекла з Доґвіля. Діти стали кидати в її вікна багном, а чоловіки вночі приходили, щоб вдовольнити похіть. Томас обурювався тим, що він був єдиним чоловіком, що не переспав із Ґрейс, хоч і кохав її. Він обіцяв Ґрейс вирішити ситуацію, зібрав містян, щоб Ґрейс розповіла їм правду. Та вночі чоловік розсудив, що вся ця пригода тільки заважає його літературній кар'єрі, тому зателефонував гангстеру.
Дізнавшись, що це їхні чоловіки чіплялися до Ґрейс, жінки Доґвіля дали їй кілька днів вихідних. Потім Ґрейс повернулася до роботи. Та ввечері до міста приїхало кілька автомобілів. Гангстер, батько Ґрейс, спитав у неї, чи не планує вона повертатися до родинної справи. Ґрейс відповіла негативно, та батько розповів їй, що вважає Ґрейс зарозумілою, адже вона пробачає іншим те, що не дозволяє собі. Ґрейс погодилася з батьком і вирішила покарати мешканців Доґвіля за їхню нестерпну поведінку, не заради них самих, а заради всіх маленьких американських містечок. Вері пообіцяли залишити життя, якщо вона не заплаче, коли вбиватимуть її дітей (та аналогічно вчинила з Ґрейс та її порцеляновими статуетками), решту містян було вбито, а Томаса Ґрейс розстріляла власноруч (її рішення стало наочним прикладом, яскравішим за вчинки Едісона). Доґвіль було спалено, живим лишився лише старий пес Моїсей.
Титри, які тривають близько 5 хвилин, йдуть на тлі фотографій, які здебільшого відносяться до часів Великої депресії і демонструють те, чим займаються люди, живучи аморально, або пригнічуючи інших.

## У ролях
- Ніколь Кідман — Ґрейс Маргарет Малліган
- Пол Беттані — Том Едісон молодший
- Лорен Беколл — матінка Джинджер
- Хлоя Севіньї — Ліз Генсон
- Бен Газзара — Джек Маккей
- Філіпп Бейкер Голл — Том Едісон
- Джеремі Девіс — Білл Генсон
- Андерссон Гаррієт — Глорія
- Стеллан Скашгорд — Чак
- Шона Шим — Джун
- Патріша Кларксон — Вера
- Блер Браун — місіс Генсон
- Желько Іванек — Бен
- Шобен Феллон Гоґан — Марта
- Клео Кінґ — Олівія
- Білл Реймонд — містер Хенсон
- Удо Кір — людина в плащі
- Джеймс Каан — велика людина
- Жан-Марк Барр — людина в капелюсі
- Джон Гарт — оповідач

## Цікаві факти
- «Доґвіль» став першим фільмом Ларса фон Трієра з трилогії — «США: Країна можливостей».
- «Доґвіль» був фаворитом критиків після показу на Каннському кінофестивалі, але так і не отримав жодної нагороди.[7]
- Фотографії, показані на фінальних титрах, взяті з книги «Американські картинки» Якоба Голдта.
- Одночасно з фільмом створювалася документальна стрічка «Сповіді Доґвілля» (англ. Dogville Confessions, 2003) режисера Самі Саїфа. У ній актори відверто та емоційно розказують про професійні та особисті труднощі, що супроводжували зйомки, а також про непрості відносини з режисером; Ларс фон Трієр пояснює творчий метод, ідеологію фільму і підкреслює, що однією з головних умов спільної роботи з акторами є повна взаємодовіра. Адже, за його словами, все, що в нього було, це 16 акторів, 1 декорація та 6 тижнів. Надзвичайно складним виявилося те, що всі актори постійно знаходилися в дії на знімальному майданчику. Режисер дав таку характеристику головному персонажу, Ґрейс: «Вона щось типу принцеси, яка стикається з реальністю, тому що люди й стихія поводяться не так, як повинні».

## Номінації та нагороди
| Award                                     | Category                                    | Recipients and nominees | Result    |
| ----------------------------------------- | ------------------------------------------- | ----------------------- | --------- |
| «Bodil Awards»                            | Найкращий данський фільм                    | Ларс фон Трієр          | Перемога  |
| «Bodil Awards»                            | Найкраща акторка                            | Ніколь Кідман           | Номінація |
| «Bodil Awards»                            | Найкраща чоловіча роль другого плану        | Стеллан Скашґорд        | Номінація |
| «Robert Award»                            | Найкращий дизайн костюмів                   | Манон Расмуссен         | Перемога  |
| «Robert Award»                            | Найкращий сценарій                          | Ларс фон Трієр          | Перемога  |
| «Robert Award»                            | Найкращий монтаж                            | Моллі Марлен Стенсґаард | Номінація |
| «Robert Award»                            | Найкращий фільм                             | Ларс фон Трієр          | Номінація |
| «Robert Award»                            | Найкраща операторська робота                | Ентоні Дод Мантл        | Номінація |
| «Robert Award»                            | Найкращий дизайн                            | Петер Ґрант             | Номінація |
| «Robert Award»                            | Найкраща чоловіча роль другого плану        | Стеллан Скашґорд        | Номінація |
| «Robert Award»                            | Найкращий режисер                           | Ларс фон Трієр          | Номінація |
| «Каннський кінофестиваль»                 | Золота пальмова гілка                       | Ларс фон Трієр          | Номінація |
| «Європейський кіноприз»                   | Найкращий оператор                          | Ентоні Дод Мантл        | Перемога  |
| «Європейський кіноприз»                   | Найкращий фільм                             | Ларс фон Трієр          | Номінація |
| «Європейський кіноприз»                   | Найкращий режисер                           | Ларс фон Трієр          | Номінація |
| «Європейський кіноприз»                   | Найкращий сценарист                         | Ларс фон Трієр          | Номінація |
| «Goya Awards»                             | Найкращий європейський фільм                | Ларс фон Трієр          | Номінація |
| «Russian Guild of Film Critics»           | За найкращу жіночу роль в іноземному фільмі | Ніколь Кідман           | Перемога  |
| «Russian Guild of Film Critics»           | Найкращий іноземний фільм                   | Ларс фон Трієр          | Перемога  |
| «Сезар»                                   | Найкращий фільм з Європейського Союзу       | Ларс фон Трієр          | Номінація |
| «Срібна стрічка»                          | За найкращу режисерську роботу              | Ларс фон Трієр          | Номінація |
| «Золотий жук»                             | Найкращий іноземний фільм                   | Ларс фон Трієр          | Номінація |
| «Golden Trailer Awards»                   | Найкращий іноземний фільм                   | Ларс фон Трієр          | Номінація |
| «Давид ді Донателло»                      | Найкращий європейський фільм                | Ларс фон Трієр          | Перемога  |
| «Міжнародний кінофестиваль у Копенгагені» | Найкращий незалежний фільм                  | Ларс фон Трієр          | Перемога  |
| «Cinema Brazil Grand Prize»               | Найкращий іноземний фільм                   | Ларс фон Трієр          | Перемога  |
| «Cinema Writers Circle Awards»            | Найкращий іноземний фільм                   | Ларс фон Трієр          | Перемога  |
| «Guild of German Art House Cinemas»       | Найкращий іноземний фільм                   | Ларс фон Трієр          | Перемога  |
| «Міжнародний кінофестиваль у Софії»       | Найкращий фільм                             | Ларс фон Трієр          | Перемога  |